# Seven Seas (пісня)
«Seven Seas» — це пісня британського, постпанк-гурту, Echo & the Bunnymen, яка вийшла в липні 1984 року і досягнула 16-го місця в UK Singles Chart, і 10-го в Irish Singles Chart, третій сингл з студійного альбому Ocean Rain

## Список композицій
7" вініл (Korova KOW 35, WEA 249 321-7)
1. «Seven Seas» — 3:19
2. «All You Need Is Love» (Lennon–McCartney) — 6:41

12" вініл (Korova KOW 35T, WEA 249 320-0) та 7" мініальбом (Korova KOW 35F)
1. «Seven Seas» — 3:19
2. «All You Need Is Love» (Lennon–McCartney) — 6:41
3. «The Killing Moon» — 3:17
4. «Stars Are Stars» — 3:05
5. «Villiers Terrace» — 6:52

## Чарти
| Чарт (1984)         | Найвища позиція |
| ------------------- | --------------- |
| UK Singles Chart    | 16              |
| Irish Singles Chart | 10              |